# Les Vingt Meilleurs Récits de science-fiction
Les Vingt Meilleurs Récits de science-fiction est une anthologie de vingt nouvelles de science-fiction composée et présentée par Hubert Juin, publiée par les éditions Marabout en 1964. 
C'est la réédition, avec un choix en partie différent, de l'anthologie Univers de la science-fiction, publiée par le Club des libraires de France en 1957.

## Liste des nouvelles
- Un homme contre la ville, par Robert Abernathy
- La Patrouille du temps, par Poul Anderson, traduction de Bruno Martin
- Les Mouches, par Isaac Asimov, traduction de Roger Durand
- L'Homme que Vénus va condamner, par Alfred Bester
- La Bibliothèque de Babel, par Jorge Luis Borges, traduction de N. Ibarra
- Les mécaniques du bonheur, par Ray Bradbury
- La machine à arrêter le temps, par Dino Buzzati
- Axolotl, par Julio Cortázar
- Le père truqué, par Philip K. Dick, traduction de Alain Dorémieux
- Le monde que j'avais quitté, par A. Dnieprov
- Du temps et des chats, par Howard Fast, traduction de Gérard Colson
- La Mouche, par George Langelaan
- La grande caravane, par Fritz Leiber, traduction de Alain Dorémieux
- La Couleur tombée du ciel, par H. P. Lovecraft, traduction de Louis Pauwels et Jacques Bergier
- Le Journal d'un monstre, par Richard Matheson
- La soif noire, par Catherine Moore
- Tout smouales étaient les Borogoves, par Lewis Padgett, traduction de Boris Vian
- Les étranges études du Dr Paukenschlager, par Jean Ray
- Les Conquérants, par Jacques Sternberg
- Bucolique, par A. E. van Vogt, traduction de Richard Chomet